# Schloss Fürsteneck (Bayern)

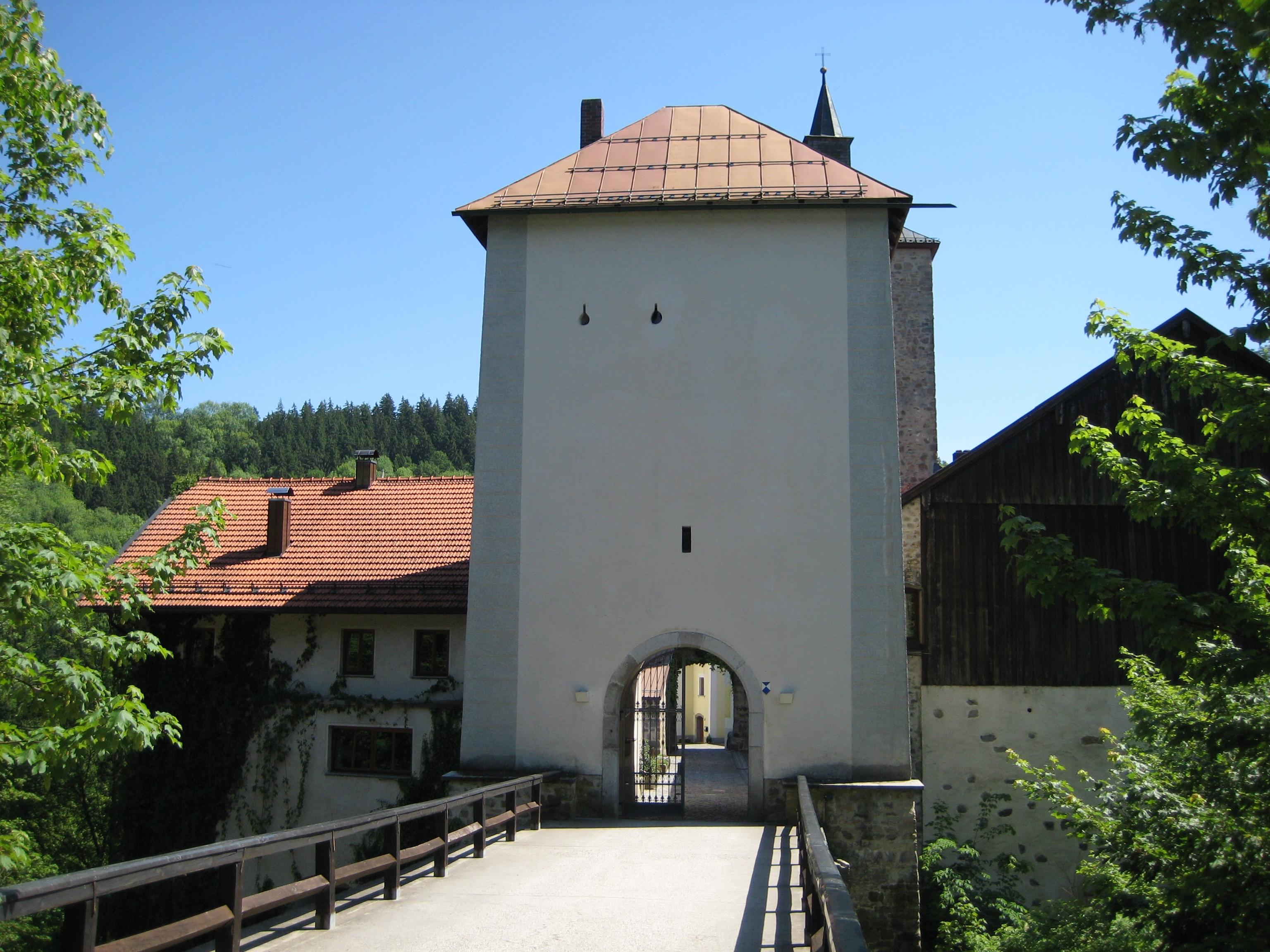
Portal

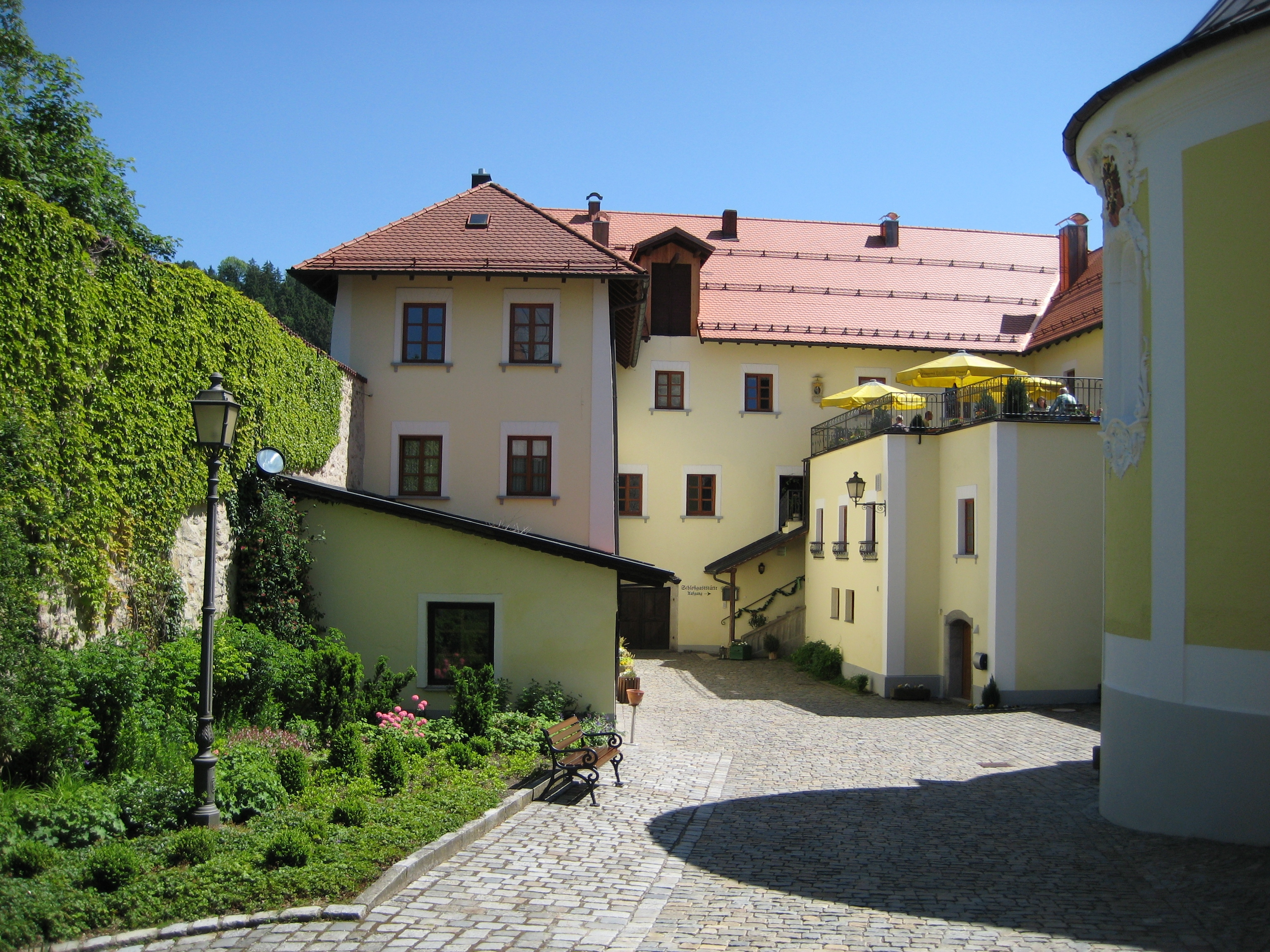
Innenhof

Schloss Fürsteneck ist ein Schloss in der niederbayerischen Gemeinde Fürsteneck im Landkreis Freyung-Grafenau (Bayern). Die Anlage wird als Bodendenkmal unter der Aktennummer D-2-7246-0025 im Bayernatlas als „untertägige Befunde des Mittelalters und der frühen Neuzeit im Bereich der Burg Fürsteneck sowie der Kath. Pfarrkirche St. Johannes Baptist, darunter die Spuren von Vorgängerbauten bzw. älteren Bauphasen“ geführt. Ebenso ist sie unter der Aktennummer D-2-72-119-1 als Baudenkmal von Fürsteneck verzeichnet.

## Geschichte
Das Schloss Fürsteneck wurde um 1190 von dem Passauer Fürstbischof Wolfger von Erla als Grenzbefestigung gegen die bayerischen Herzöge errichtet. 1570 fand unter Fürstbischof Urban von Trennbach eine Renovierung statt. 1745 entstand unter Kardinal Joseph Dominikus von Lamberg die Schlosskapelle. 1803 fiel das Schloss an Erzherzog Ferdinand vom Kurfürstentum Salzburg. 1806 kam es an den bayerischen Staat und 1814 wurde es an den ehemaligen Mönch Konstantin Binder aus Regensburg verkauft, der hier eine Brauerei einrichtete. Im Jahr 1818 wurde Simon Georg Eigentümer, 1877 Wilhelm Fein. Seit 1921 ist die Familie Forster Besitzer des Schlosses Fürsteneck. 1929 ist das Schloss abgebrannt, wurde aber danach wieder aufgebaut. Das Schloss beherbergt heute einen Landgasthof mit Restaurant und Übernachtungsmöglichkeiten. Seit 2005 finden hier auch die Fürstenecker Barockfestspiele statt.

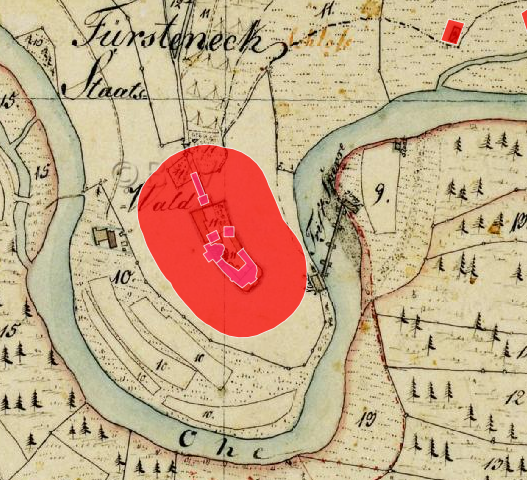
Schloss Fürsteneck auf dem Urkataster von Bayern

## Baubeschreibung
Die Burganlage liegt auf einem Hügel in einer Flussschleife der Wolfsteiner Ohe hoch über dem Zusammenfluss der Wolfsteiner Ohe und der Ilz. Sie verfügt eine Zufahrtsbrücke über den nordseitigen Halsgraben. Der Torturm mit gewölbter Durchfahrt ist im Kern mittelalterlich, der rechteckige Bergfried aus Bruchsteinmauerwerk stammt vom Anfang des 13. Jahrhunderts; er ist 10 m hoch über einer Grundfläche von 10 × 9 m, die maximale Mauerstärke beträgt 3,5 m.
Ein dreiflügeliger Wohnbau, bezeichnet mit 1700, ist im Kern älter. Die Schlosskapelle, ein Zentralbau mit Mansarddach, wurde 1745 von Severin Goldberger erbaut und nach einem Brand 1929 wiederhergestellt. Sie dient als Pfarrkirche der Pfarrei Fürsteneck.